# Episodi di Baywatch (undicesima stagione)
La undicesima e ultima stagione della serie televisiva Baywatch è stata trasmessa in prima visione assoluta negli Stati Uniti d'America in syndication dal 7 ottobre 2000 al 19 maggio 2001. In Italia è inedita.
| nº | Titolo originale      | Titolo italiano | Prima TV USA     | Prima TV Italia |
| -- | --------------------- | --------------- | ---------------- | --------------- |
| 1  | Soul Survivor         |                 | 7 ottobre 2000   |                 |
| 2  | A Knife in the Heart  |                 | 14 ottobre 2000  |                 |
| 3  | Bad Boyz              |                 | 21 ottobre 2000  |                 |
| 4  | Dangerous Games       |                 | 28 ottobre 2000  |                 |
| 5  | Stone Cold            |                 | 4 novembre 2000  |                 |
| 6  | Broken Promises       |                 | 11 novembre 2000 |                 |
| 7  | Dream Girl            |                 | 18 novembre 2000 |                 |
| 8  | The Cage              |                 | 25 novembre 2000 |                 |
| 9  | Ben                   |                 | 2 dicembre 2000  |                 |
| 10 | Ties That Bind        |                 | 9 dicembre 2000  |                 |
| 11 | Black Widow           |                 | 16 dicembre 2000 |                 |
| 12 | Ex Files              |                 | 3 febbraio 2001  |                 |
| 13 | The Stalker           |                 | 10 febbraio 2001 |                 |
| 14 | Father Faust          |                 | 17 febbraio 2001 |                 |
| 15 | A Good Man in a Storm |                 | 24 febbraio 2001 |                 |
| 16 | My Father the Hero    |                 | 3 marzo 2001     |                 |
| 17 | Boiling Point         |                 | 7 aprile 2001    |                 |
| 18 | The Return of Jessie  |                 | 21 aprile 2001   |                 |
| 19 | Trapped               |                 | 28 aprile 2001   |                 |
| 20 | Dead Reckoning        |                 | 5 maggio 2001    |                 |
| 21 | Makapu'u Lighthouse   |                 | 12 maggio 2001   |                 |
| 22 | Rescue Me             |                 | 19 maggio 2001   |                 |